# Протитанкова артилерія

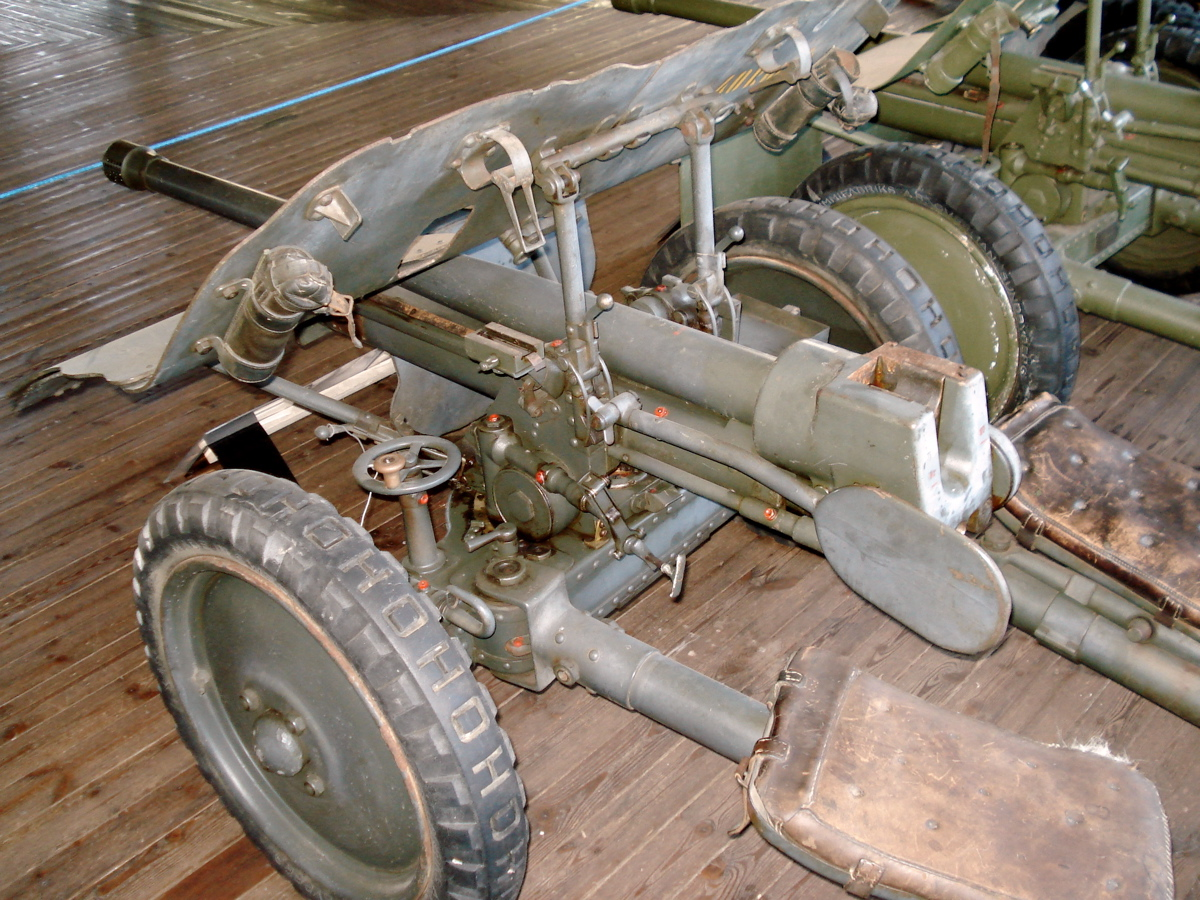
Американська 37-мм протитанкова артилерійська система фірми «Бофорс»

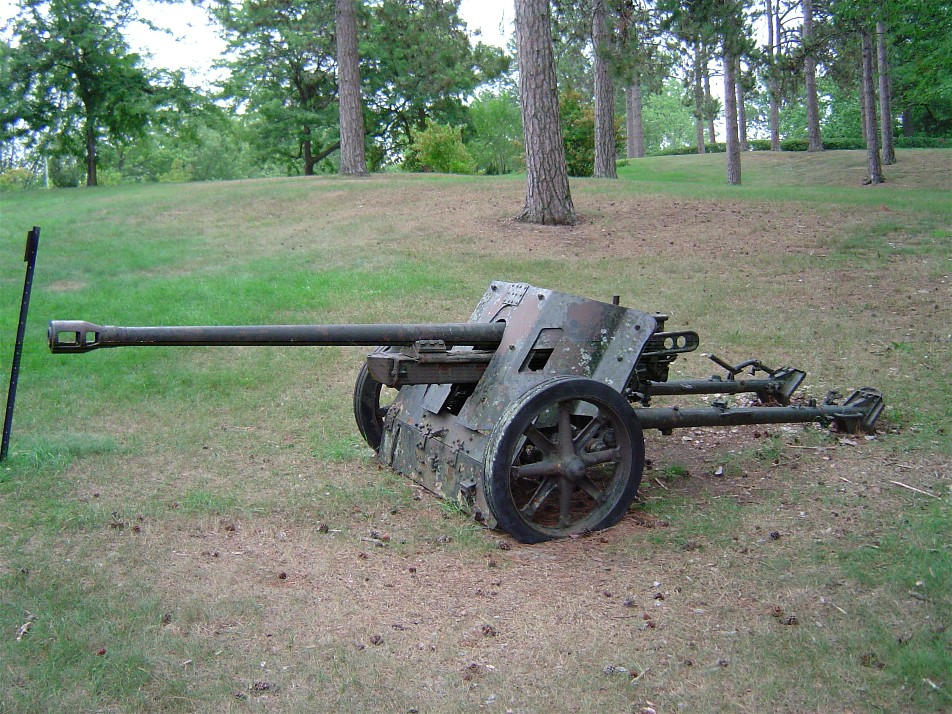
Німецька протитанкова гармата Pak 38

Протита́нкова артиле́рія — вид артилерії, призначений для ураження танків, самохідних артилерійських установок і іншої броньованої техніки. Організаційно складається з протитанкових (ПТ) артилерійських підрозділів і частин.
Зародження протитанкової артилерії пов'язане із застосуванням на полі бою танків в Першій світовій війні. З 1916 як протитанкові гармати застосовувалися легкі гармати польової артилерії зі звичайними снарядами. Першими спеціальними протитанковими гарматами (кін. 20-х — поч. 30-х рр.) були малокаліберні 25—37-мм гармати.
До 1940 калібр протитанкових гармат збільшився до 50 мм. З розвитком протитанкової артилерії визначалися її організаційні форми, розроблялися способи стрільби і принципи бойового застосування.